# Decipha dominicensis
Decipha dominicensis är en insektsart som först beskrevs av Maximilian Spinola 1839.  Decipha dominicensis ingår i släktet Decipha och familjen Flatidae. Inga underarter finns listade i Catalogue of Life.